# Frehley's Comet
Frehley's Comet est un groupe américain de hard rock formé par le guitariste Ace Frehley après son départ de Kiss en 1982. Il publie deux albums studio et un EP live avant que Frehley n'entame une véritable carrière solo avec Trouble Walkin' en 1989.

## Historique
Mécontent de la direction prise par Kiss à la fin des années 1970, Ace Frehley quitte le groupe en 1982. Deux ans plus tard, il signe un contrat avec le label Megaforce Records et met sur pied un groupe baptisé « Frehley's Comet » avec le chanteur Richie Scarlet, le bassiste John Regan (en) et le batteur Anton Fig (en). Scarlet est rapidement remplacé par Tod Howarth (en) et un premier album, Frehley's Comet, sort en 1987.
En février 1988 sort l'EP Live+1 (en), enregistré en concert. Pour le deuxième album du groupe, Second Sighting, le batteur Anton Fig, pris par ses obligations vis-à-vis de l'émission télévisée Late Night with David Letterman, est remplacé par Jamie Oldaker. Le son de l'album s'approche davantage du glam metal à la mode à l'époque, mais il réalise de moins bonnes ventes que son prédécesseur. Frehley finit par abandonner l'idée d'un groupe. En 1989, l'album Trouble Walkin' paraît sous son seul nom, bien que Scarlet, Regan et Fig participent à son enregistrement.

## Membres
- Ace Frehley : chant, guitare (1984-1988)
- Richie Scarlet : guitare rythmique, chant (1984-1985)
- John Regan : basse, guitare, batterie, chœurs (1984-1988)
- Anton Fig : batterie, percussions (1984-1987)
- Arthur Stead : claviers (1984-1985)
- Tod Howarth : guitare rythmique, claviers, chant (1986-1988)
- Billy Ward : batterie, percussions (1987-1988)
- Jamie Oldaker : batterie, percussions, chœurs (1988)

## Discographie

### Albums studio
- 1987 : Frehley's Comet (no 43 des ventes aux États-Unis)
- 1988 : Second Sighting (no 81)

### EP
- 1988 : Live+1 (en) (en concert)